# Pëtr Michailovič Eropkin
Pëtr Michailovič Eropkin (in russo Пётр Михайлович Еропкин?; Impero russo, 1698 – San Pietroburgo, 27 giugno 1740) è stato un architetto russo.
Dal 1730 al 1737 fu impiegato nel riassetto della zona centrale di San Pietroburgo; nel 1740 pubblicò il primo codice di architettura russo della Storia.